# 16. banijska brigada (NOVJ)
Za druge 16. brigade glejte 16. brigada.
16. banijska brigada je bila brigada v sestavi Narodnoosvobodilne vojske in partizanskih odredov Jugoslavije in ki je delovala med drugo svetovno vojno na področju Kraljevine Jugoslavije.

## Zgodovina
Brigada je bila ustanovljena 26. decembra 1942 s 3 bataljoni in 759 borci.

## Organizacija
- štab
- 3x bataljon